# Hajdúszoboszló
Hajdúszoboszló (původně Szoboszló, slovensky Sebeslav) je město v jihovýchodním Maďarsku, v župě Hajdú-Bihar v okrese Hajdúszoboszló. Městem neprotéká žádná řeka, ale 2 km západně od něj vede Keleti-főcsatorna a v blízkosti leží také národní park Hortobágy. Je oblíbeným lázeňským městem.

## Název
Název města je slovanského původu a odkazuje na křestní jméno Soběslav. Historicky se ve slovenštině objevuje také název Sebeslav, který byl přejat i do rumunštiny. Ke slovanskému názvu obce byl přidán název "Hajdú" a forma Hajdúszoboszló se pak od 19. století ustálila.

## Poloha
Město se rozkládá v severovýchodní části Velké dunajské nížiny. V sousedství města se setkává několik regionů: Hajdúhát na severo–severovýchodě, Národní park Hortobágy (Puszta) na severo–severozápadě a regiony Sárrét a Berettyó na jihu. Hajdúszoboszló leží v nadmořské výšce do 100 až 110 m n. m. a okolní krajina se pozvolně svažuje dolů k parku Hortobágy.

## Historie
Z historických záznamů, řídkých nálezů a archeologických objevů moderní doby je zřejmé, že tato část Velké dunajské nížiny byla osídlena již v dobách stěhování národů. Kvůli změnám v přístupnosti k přírodním zdrojům a obchodních cest, se v této oblasti často střídali Hunové, Vandalové, Gepidové, Gótové, Avarové a další národy. V první polovině vlády dynastie Arpádovců, byla oblast osídlena početnými komunitami. První písemná zmínka o Szoboszló je z roku 1075, kdy král Gejza věnoval půlku královských daní od tohoto města novému opatství založenému v Hronském Beňadiku.
Darovací listinou, datovanou 2. září 1606, poskytl Štěpán Bočkaj domov pro 700 Hajduků (Hajdú), kterým byly původní domovy zničeny Krymskými Tatary. Od té doby získalo město do svého názvu označení Hajdú-.
V polovině 19. století poznamenal maďarský statistik Elek Fényes, že ve městě existuje početná židovská komunita, že zde stojí kostel a že se místní obyvatelstvo věnuje vinařství (okolo Hajdúszoboszló se nacházely i tehdy četné vinice). Ty zaznamenává do jisté míry i mapa třetího vojenského mapování, kde má město již do značné míry stejnou podobu jako dnes. Je zde patrné i nádraží, zástavba města nicméně ještě nedosahuje železniční trati a říčka Ös-Kosély nebyla ještě převedena do vodního kanálu západně od města.
Ke konjunktuře města došlo v říjnu 1925, kdy byly objeveny termální prameny, které jsou od té doby využívány k léčebným účelům. Léčí především revmatické choroby. Stalo se tak do jisté míry náhodou, neboť tehdy probíhal průzkum možných zdrojů zemního plynu. Pramen o teplotě 73 °C slouží také k vyhřívání domů. Hajdúszoboszló se tak stalo (o dva roky později, kdy byl postaven místní lázeňský areál) lázeňským městem a jeho počet obyvatel se začal zvyšovat. Statut lázeňského města ale obdrželo až v roce 1934 a areál se rozvíjel postupně až do roku 1942.
Rudá armáda město osvobodila dne 9. října 1944.
V roce 2022 oslavily lázně Hungarospa 95. výročí své existence.  Díky lázním se dařilo ve městě rozvíjet turistiku a Hajdúszoboszló se stalo navštěvovanou destinací. Oblíbené je především ale hlavně u domácích turistů; v roce 2019 jej navštívilo cca 400 000 lidí, z toho čtvrt milionu byli maďarští návštěvníci a zbytek zahraniční. Z nich jsou častými návštěvníky hlavně Poláci. Jen těch dorazilo ročně do města okolo dvou set tisíc. Co se turistiky týče došlo v 21. století k značnému nárůstu v hotelnictví.

## Obyvatelstvo

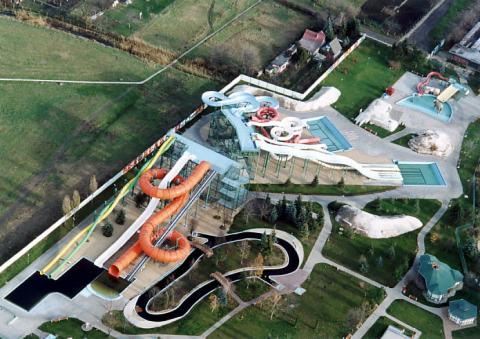
Letecká fotografie aquaparku

- 1870 – 12 269
- 1920 – 17 722
- 1970 – 22 003
- 2002 – 23 874
- 2005 – 23 827
- 2009 – 23 295

(více na )
V roce 2001 se dle sčítání lidu 99 % obyvatel přihlásilo k maďarské národnosti. 

## Ekonomika
V okolí města se těží zemní plyn. Nachází se zde také jeho zásobník. Místní hospodářství je do velké míry ovlivněno zmíněnou lázeňskou turistikou.

## Kultura a zajímavosti
Ve středu města se nachází reformovaný kostel, který vznikl přestavbou staršího gotického svatostánku. Římskokatolický kostel je zasvěcen sv. Ladislavovi (maďarsky Szent Lázsló) a uvnitř stavby se nacházejí malby, které ve 30. letech 20. století vyhotovil István Takács. 
Před budovou místní radnice je také socha Štěpána Bočkaje, která je dílem László Martona. Bočkajovi je také ve městě věnováno i muzeum. V historickém domě Fazekas ház se nachází expozice, věnovaná lidovému umění. Dům je památkově chráněn a je jedním z mála historických domů, které se dochovaly z dřívějších dob.
Město má rovněž rozsáhlý areál zmíněných termálních lázní, které představují klíčový objekt z hlediska turistiky.

## Doprava

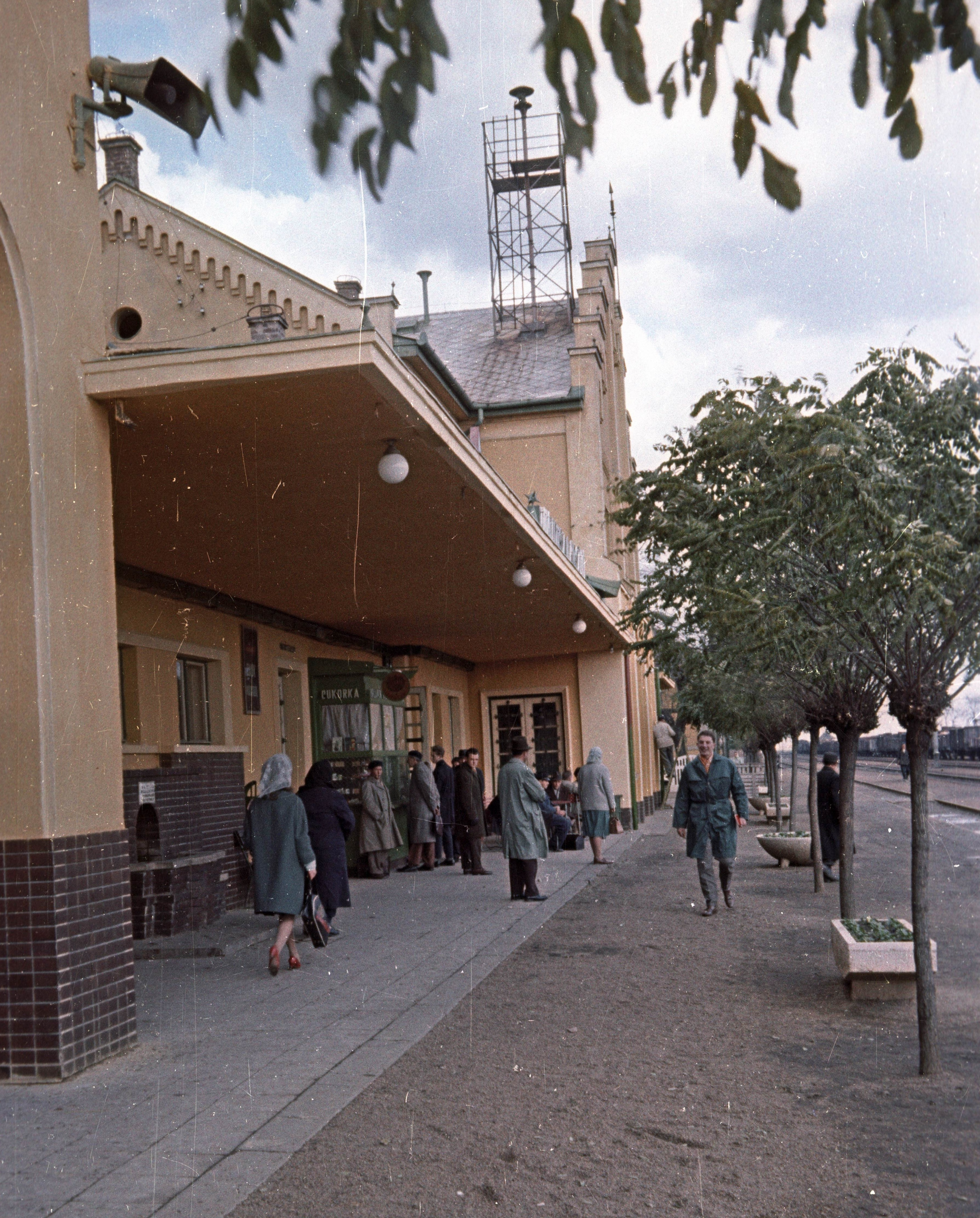
Nádraží na snímku z roku 1963.

Městem prochází jedna železniční trať z města Püspökladány do Debrecína. Má tu jediné nádraží.
Jižně od města Hajdúszoboszló je veden silniční okruh silnice celostátního významu č. 4. Silnice vedla původně středem města, nicméně byla přeložena.
Ve městě samém je v provozu veřejná autobusová doprava na několika linkách.
U města se nachází rovněž i letiště se zatravněnou ranvejí, které slouží pro sportovní létání.

## Známé osobnosti
- Endre Högyes (1847-1906), lékař a člen Maďarské akademie věd
- Gyula Kenézy (1860–1931), lékař
- Pál Gönczy (1871–1892), pedagog
- Gábor Fehér (1893–1944), básník
- Gizella Csokonai Vitéz (1894-1965), básník
- Alexander Esway (1895–1947), filmový režisér maďarského původu
- Máté Kovács (1906–1972), politik
- Amália Sterbinszky (narozená 1950), hráčka házené
- Andrea Gönczi (narozený 1966), hráč badmintonu

## Partnerská města
- Bad Dürrheim, Německo
- Kežmarok, Slovensko
- Krynica, Polsko
- Luhačovice, Česko
- Lanškroun, Česko
- Palanga, Litva
- Târnăveni, Rumunsko
- Valkeakoski, Finsko
- Zyrardow, Polsko